# Saburo Sakai
Saburo Sakai (Japans: 坂井 三郎, Sakai Saburō) (Nishiyoka, 25 augustus 1916 – Kanagawa, 22 september 2000) was een Japans onderluitenant tijdens de Tweede Wereldoorlog. Sakai was de eerste Japanse piloot die, nadat de oorlog tegen de Verenigde Staten uitgebroken was, een Amerikaans jachtvliegtuig, een Curtiss P-40 Warhawk, neer wist te halen. Sakai groeide uit tot een van de beste vliegende azen van de Japanse Keizerlijke Marine.
In 1929 trok hij in bij een oom, die in Tokio woonde en de middelen had om verdere scholing voor Saburo te bekostigen. Drie jaar later ging hij bij de keizerlijke marine. Hij kwam op de kruiser Kirishima, waar hij vaak aan dek stond om te zien hoe de piloten van de twee aan boord gestationeerde watervliegtuigen trainings- en verkenningsvluchten uitvoerden. Hij wilde ook één van die piloten zijn en vulde een formulier in voor overplaatsing naar de marineluchtvaartdienst. Daar verbaasde hij de instructeurs met zijn gave voor nauwkeurig formatievliegen en zijn intuïtie bij gesimuleerde luchtgevechten. Sakai studeerde af met de hoogste cijfers van zijn lichting en verdiende al meteen zijn eerste onderscheiding: een zilveren keizerlijke horloge. Zijn operationele acties begon hij met het neerschieten van twee Russische toestellen, met zijn Mitsubishi 96 boven Chinees grondgebied.

## Nederlands-Indië
Begin 1942 werd Sakai overgeplaatst naar het eiland Tarakan in Borneo, om van daaruit te vechten tegen Nederlands-Indië. De groep van Sakai kreeg de opdracht alle vijandelijke vliegtuigen neer te schieten, of ze bewapend waren of niet. Tijdens een patrouille in een Mitsubishi A6M Zero over Java kwam Sakai, vlak nadat hij een jachtvliegtuig van de ML-KNIL neergeschoten had, een Nederlandse Douglas DC-3 tegen. Doordat deze laag over het dichte oerwoud vloog dacht Sakai dat dit toestel belangrijke mensen vervoerde en beval zijn vleugelman om hem te volgen tijdens een aanval. Deze weigerde echter Sakai te volgen. Nadat Sakai voorbij vloog en door een raam een vrouw met jong kind op schoot zag zitten begreep hij dat dit normale burgers waren en besloot om het toestel niet neer te halen.

## Gewond

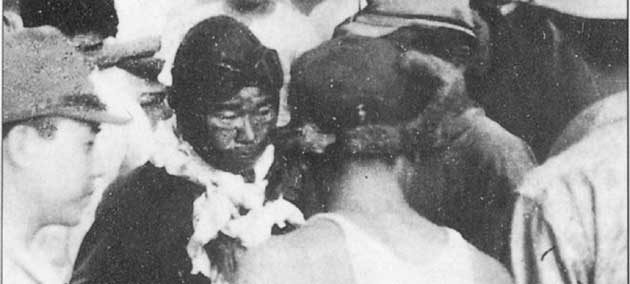
Een zwaargewonde Sakai brengt verslag uit aan zijn meerdere. (Guadalcanal, 8 augustus 1942)

Tijdens zijn eerste missie in de Slag om Guadalcanal raakte Sakai, tijdens een mislukte hinderlaag, zwaargewond. Tijdens een aanval werd Sakai onder vuur genomen, waarbij de overkapping van zijn toestel werd geschoten. Een kogel doorboorde zijn schedel waardoor hij direct aan één oog blind raakte. Ondanks deze zware verwonding wist hij zijn toestel, tijdens een vier uur en 47 minuten durende vlucht (1040 km), terug te vliegen en veilig te landen op zijn thuisbasis. Volgens Japanse rapporten zou Sakai eerst verslag hebben uitbracht aan zijn meerdere voordat hij medische hulp accepteerde.
Saburo Sakai ontwikkelde een uitstekende techniek voor het neerhalen van B-29 bommenwerpers. Vanuit een positie achter en iets onder zijn slachtoffers sloop hij dichterbij, precies in de dode hoek van de staartschutter, die de boordwapens van de B-29 op afstand bediende. Dan bracht hij de neus van zijn Raiden omhoog en vuurde in de vleugelwortel, de plaats waar de vleugel aan de romp is bevestigd.
De naoorloogse jaren brachten nauwelijks verlichting in zijn strijd om het bestaan. Hij werkte jarenlang als ongeschoold arbeider om het hoofd boven water te houden. In de jaren vijftig stichtte hij samen met familieleden van gesneuvelde collega-vliegers een kleine drukkerij, die veel lof oogstte bij de plaatselijke bevolking. Daarmee wist hij zich weer uit zijn netelige positie te redden. In 1957 schreef hij, met behulp van Martin Caidin (Amerikaanse schrijver) en Fred Saito (Japanse journalist), zijn autobiografie Samurai!, een van de interessantste boeken van na de Tweede Wereldoorlog over de luchtvaart.

## Luchtoverwinningen
- 64 vliegtuigen (diverse soorten)
- Hij nam deel aan 213 luchtgevechten boven China, de Filippijnen, Taiwan, Guadalcanal, Lae en Soerabaja
- Voor zijn ontzagwekkende staat van dienst ontving hij geen onderscheidingen
- Toen de oorlog eindigde was hij nog maar vaandrig

## Militaire loopbaan
- Matroos der 4e klasse (四等水兵 Yontōsuihei), Japanse Keizerlijke Marine: 31 mei 1933
- Matroos der 3e klasse (三等水兵 Santōsuihei), Japanse Keizerlijke Marine: 1934
- Matroos der 2e klasse (二等水兵 Nitōsuihei), Japanse Keizerlijke Marine: 1935
- Matroos der 1e klasse (一等水兵 Ittōsuihei), Japanse Keizerlijke Marine: 1936
- Korporaal (三等兵曹 Santōheisō), Japanse Keizerlijke Marine: 1936
- Sergeant (二等兵曹 Nitōheisō), Japanse Keizerlijke Marine: 1938
- Adjudant (飛行兵曹長), Japanse Keizerlijke Marine: november 1943
- Luitenant ter Zee 2de klasse (海軍中尉 Kaigun Chūi), Japanse Keizerlijke Marine: 11 juli 1944
- Luitenant ter Zee der 2e klasse oudste categorie (海軍大尉 Kaigun Daii), Japanse Keizerlijke Marine: augustus 1945